# Второе сражение при Схооневелте
Второе сражение при Схооневелте (нид. Tweede Slag bij het Schooneveld) — сражение Третьей англо-голландской войны у берегов Нидерландов 4 (14) июня 1673 года между союзным англо-французским флотом под командованием принца Руперта и флотом Соединенных провинций под командованием Михаила де Рюйтера. Это сражение стало следствием и логическим продолжением Первого сражения при Схооневелте.

## Предыстория
По результатам Первого сражения при Схооневелте союзному англо-французскому флоту не удалось блокировать голландское побережье и подготовить высадку десанта. Понеся потери в битве, командующий флотом принц Руперт Пфальцский начал отступление на север, к портам Англии, чтобы отремонтировать корабли и пополнить экипажи. Однако голландский флот во главе с Михаилом де Рюйтером не позволил союзникам без неприятностей вернуться в порты.

## Ход битвы
Союзники медленно курсировали от голландского побережья на север в течение недели. При этом старшие офицеры обвиняли друг друга в поражении в предыдущей битве. Союзники не имели намерения вновь входить в воды Схооневелта. Капитан английского фрегата Royal Katherine Джордж Легг писал лорду-адмирал герцогу Йоркскому: «Этот проход слишком мал, и отмели слишком опасны для нас, чтобы снова рисковать». Союзники надеялись выманить голландский флот в открытое море. Когда это первоначально сделать не удалось, они приуныли, однако были удивлены, когда голландцы и в самом деле вышли в открытое море. 14 июня 1673 года Рюйтер, получивший подкрепление из четырёх кораблей (среди которых были тяжёлые Oliphant и Voorzichtigheid) и пополнивший экипажи, воспользовался благоприятным северо-западным ветром для атаки линии союзников. В этом бою союзники оказались в полном беспорядке. Одной из причин этого стал тот факт, что Эдвард Спрэгг, командир союзного авангарда, посетил принца Руперта именно в момент начала голландской атаки. Спрэгг сразу же отплыл в сторону своей эскадры, но Руперт, опасаясь, что Спрэгг не успеет принять командование своими кораблями, решил вывести свой арьергард вперед и сделать из него авангард. Для этого он попытался обогнать французские корабли в центре. Но французы, не поняв манёвра Руперта, сделали все возможное, чтобы оставаться в строю, то есть впереди Руперта.
Руперт неоднократно пытался скоординировать действия своих кораблей, но безрезультатно: порядки флота охватил хаос. Рюйтер с удивлением воскликнул: «Что случилось с этим человеком, не сошел ли он с ума?!» Воспользовавшись беспорядком и дружественным огнём в рядах противника, голландцы нанесли серьёзный ущерб эскадре Руперта. Французы, когда на них нападали корабли Банкерта, сразу же вышли из боя. Только Тромп сражался с кораблями Спрэгга — его личного врага — до наступления темноты.
Руперт теперь отчаянно пытался сохранить свой флот от полного разрушения, но в четырёх милях от английского побережья голландцы отступили, и к утру 15 июня повреждённый союзный флот вошёл в Темзу, а Рюйтер благополучно вернулся в воды Схооневелта.

## Последствия
Союзники не потеряли ни одного корабля, но понесли значительный ущерб и были вынуждены вернуться в порт для ремонта. В итоге голландцы разрушили их планы блокады побережья Нидерландов, перерезания торговых путей и последующей высадки десанта. Следующим сражением войны стало сражение при Текселе, победа в котором принесла голландцам выгодные условия мира.